# Union sportive de Saintes handball
Maillots
Actualités
Dernière mise à jour : 7 mars 2024.
L'Union Sportive de Saintes Handball est un club de handball français basé à Saintes dans le département de la Charente-Maritime, en région Nouvelle Aquitaine. Le club évolue actuellement en Championnat de France masculin de handball de deuxième division

## Histoire
- 1965 : Création du club par François Robin, première rencontre le 21 novembre
- 1973 : Accession au niveau National pour ne jamais le quitter
- 1985 : Finaliste du Challenge de France
- 1986 : Accession à la Nationale 1B pour 2 saisons
- 1993 : Titre de champion de France de Nationale 2
- 1995 : Accession à la Division 2 pour 3 saisons
- 2003 : Vice-champion de France de N1, Accession à la Division 2 pour 2 saisons, l'équipe réserve accède à la Nationale 3
- 2006 : Quart de finale de la Coupe de France
- 2007 : Champion de France de Nationale 1, Accession à la Division 2
- 2008 : 8e de Division 2
- 2009 : 8e de Division 2
- 2010 : 4e de PRO D2
- 2011 : 7e de PRO D2
- 2017 : Vainqueur de sa poule en Nationale 2, accession à la Nationale 1.
- 2018 : Nationale 1
- 2019 : Nationale 1
- 2020 : Nationale 1
- 2021- 2022 : 5ème de Nationale 1 Élite
- 2022 - 2023: 8ème de Nationale 1 Élite
- 2023 - 2024: Nationale 1 Fédérale (Saison en cours)
- 2023 - 2024: Vainqueurs Coupe de France masculine Fédérale

## Palmarès
- Vainqueurs de la Coupe de France masculine Fédérale : 2024
- Champion de France Nationale 1 : 2007
- Champion de France Nationale 2 : 1993

## Effectif actuel
| N° | Poste | Nom                 | Date de naissance         | Taille | Arrivée | Club précédent                | Sélection |
| -- | ----- | ------------------- | ------------------------- | ------ | ------- | ----------------------------- | --------- |
| 3  | DC    | Axel Rosier         | 20 février 1994           | 1,92m  | 2020    | Viking de Caen                | -         |
| 9  | ARD   | Yssane Biai         | 9 mars 2001               | 1,85m  | 2023    | ROC Aveyron Handball          | -         |
| 10 | PVT   | Ilies Hakiki        | 9 octobre 1998            | 1,93m  | 2022    | HBC Livry-Gargan              | -         |
| 15 | DC    | Maxime Fouchier     | 15 septembre 2000         | 1,79m  | 2022    | HBC Lezay                     | -         |
| 17 | ALG   | Valentin Blanchard  | 25 septembre 1997         | 1,81m  | -       | Formé au club                 | -         |
| 19 | ALD   | Théo Lebon-Mannou   | 10 décembre 1997 (26 ans) | 1,84m  | 2024    | Dreux Athletic Club Handball  | -         |
| 30 | ALG   | Sebastien Chatillon | 20 février 2000           | 1,82m  | 2019    | Billere handball              | -         |
| 57 | GB    | Aristide Ewe        | 18 mai 2000               | 1,86m  | 2023    | Grand Besançon Doubs Handball | -         |
| 71 | DC    | Tanguy Le Fur       | 12 septembre 2001         | 1,79m  | 2022    | Angers SCO Handball           | -         |
| 88 | GB    | Loïck Spady         | 24 mars 2000              | 1,88m  | 2023    | Saint-Cyr Handball            | -         |
| 93 | ARD   | Lassana Toure       | 18 juin 2002              | 1,84m  | 2023    | Grand Besançon Doubs Handball | -         |
| 94 | PVT   | Bakary Gory         | 5 juin 2002               | 1,88m  | 2023    | Villeurbanne Handball         | -         |
| 97 | ARG   | Noah Lenclume       | 24 janvier 2002           | 1,94m  | 2023    | Paris Saint-Germain Handball  | -         |
| 98 | ARG   | Guillaume Margnoux  | 20 juin 1998              | 1,97m  | 2023    | Frontignan Thau Handball      | -         |

## Personnalités liées au club
| Joueurs - Alexis Bertrand : de 2007 à 2008 - Florian Delecroix : formé au club jusqu'en 2012 - Sylvain Kieffer : de 2008 à 2013 - Tahar Labane : de 2011 à 2014 - Nicolas Pavillard : gardien de but, 13 saisons au club - Slavisa Rističeviċ : de 1990 à 1992 | Entraîneurs - Milenko Kojic : de 1990 à 1998 - Gaël Monthurel : de 1998 à ? - Karim El-Maouhab : de ? à novembre 2004 - Boro Golić : de 2005 à 2008 - Franck Maurice : de 2008 à 2013 - Sandor Rac : de 2015 à 2016 |

## Historique du logo

Logo jusqu'en 2010
Logo actuel